# Jairo Borrero
Jairo Borrero (Palmira, Valle del Cauca, Colombia; 6 de enero de 1996) es un futbolista colombiano. Juega de mediocampista y actualmente es agente libre.

## Clubes
| Club                     | País     | Año         |
| ------------------------ | -------- | ----------- |
| Universitario de Popayán | Colombia | 2013 - 2014 |
| Deportes Quindío         | Colombia | 2015 - 2022 |